# Centre-Ouest du Rio Grande do Sul
La mésorégion Centre-Ouest du Rio Grande do Sul est une des sept mésorégions du Rio Grande do Sul. Elle est formée par l'association de trente et une municipalités regroupées en trois microrégions. Elle recouvre une aire de 25 954,689 km2 pour une population de 556 062 habitants (IBGE - 2005). Sa densité est de 21,4 hab./km2. Son IDH est de 0,810 (PNUD/2000).

## Microrégions
- Restinga Seca
- Santa Maria
- Santiago

## Mésorégions limitrophes
- Nord-Ouest du Rio Grande do Sul
- Centre-Est du Rio Grande do Sul
- Sud-Est du Rio Grande do Sul
- Sud-Ouest du Rio Grande do Sul